# みずへび座CX星
みずへび座CX星（みずへびざCXせい、CX Hydri、CX Hyi）は、みずへび座の脈動変光星。

## 特徴
みずへび座CX星は、全天自動捜索システムの観測データから、2000年代の前半に変光星であることがわかり、2006年の変光星総合カタログ第78次変光星名一覧で、正式な変光星として登録された。
みずへび座CX星は、SRS型に分類される半規則型変光星である。SRSという変光星分類は、2001年に発行された変光星総合カタログの第76次変光星名一覧で、半規則型変光星の新たな細分類として加わった型で、変光周期が数日から1ヶ月程度と短い赤色巨星が分類される。変光周期は一通りではなく、変光幅は概ね0.3等未満とされる。みずへび座CX星も、M型星とみられる。変光星総合カタログによると、みずへび座CX星は17.90日の周期で9.9等と10.1等の間を変光する。

## 名称
「みずへび座CX星」という名称は、変光星の命名規則に従って付与されたもので、みずへび座で124番目の変光星であることを意味する。